# Allan Robertson
Pour les articles homonymes, voir Robertson.
Allan Robertson, né le 11 septembre 1815 à St Andrews et mort le 1er septembre 1859, est un golfeur écossais considéré comme l'un des tout  premiers golfeurs professionnels. Il a été introduit au World Golf Hall of Fame en 2001.

## Biographie
À une époque où le golf est pratiqué par la classe aisée en raison du coût onéreux du matériel, des professionnels voient le jour en raison des paris. Robertson est l'un des premiers golfeurs professionnels et considéré comme l'un des tout meilleurs de son époque puisqu'il ne perdait jamais de match en individuel lorsqu'un pari est ouvert. Généralement considéré comme le meilleur golfeur des années 1840, même après l'arrivée des familles Park et des Morris puisqu'il est le premier à réaliser une carte de 80 sur le parcours de l'Old Course de Saint Andrew.
Il travaille également à la fabrication des balles et des clubs, domaine lucratif puisqu'il en exporte partout dans le monde, et révolutionnaire car grâce à cette diffusion le golf touche de plus en plus de monde. Old Tom Morris travaille au magasin de Robertson avant de devenir professionnel et ne l'a jamais battu.
Robertson décède en 1859, la conséquence de sa disparition est la création d'un tournoi annuel pour décerner le meilleur golfeur (car jusqu'alors Robertson avait ce statut), c'est ainsi qu'est né l'Open britannique qui est aujourd'hui le tournoi le plus ancien du monde du golf et considéré comme l'un des quatre tournois majeurs.